# La Répara
La Répara è una località e un comune francese soppresso di 90 abitanti situato nel dipartimento della Drôme della regione dell'Alvernia-Rodano-Alpi.
Il 1º maggio 1992 si è unito con Auriples per formare il comune di La Répara-Auriples.